# Monaster Opieki Matki Bożej w Suzdalu
Monaster Opieki Matki Bożej – żeński klasztor prawosławny w Suzdalu, w eparchii włodzimierskiej.
Monaster został założony w 1364. Pierwszy kompleks budynków klasztornych był w całości zbudowany z drewna; żadne jego elementy nie przetrwały. W XVI wieku wielki książę moskiewski Wasyl III przekazał monasterowi znaczne dary pieniężne, co pozwoliło na wzniesienie jego głównego soboru, bramy wjazdowej z cerkwią nadbramną, dzwonnicy, prawdopodobnie również budynku mieszkalnego i muru. Ten sam władca zmusił do złożenia wieczystych ślubów zakonnych swoją żonę Salomonidę Saburową, uznając ją za niezdolną do urodzenia potomka. Salomonida, jako mniszka Zofia, zamieszkała właśnie w monasterze Opieki Matki Bożej w Suzdalu. Wśród kobiet zmuszonych do zamieszkania w tym klasztorze były również córka Iwana III, Eupraksja, żona Władimira Starickiego, jedna z żon Iwana Groźnego Anna Wasilszczykowa, druga żona Wasyla Szujskiego Maria oraz żona Piotra I Eudoksja Łopuchina. 
Główną świątynią monasterską jest wzniesiony w latach 1510–1514 sobór Opieki Matki Bożej, zbudowany na miejscu wcześniejszej, drewnianej świątyni. Wielokrotnie przebudowywany, w 1962 odzyskał wygląd z okresu bezpośrednio po ukończeniu budowy. Od strony północno-zachodniej do obiektu przylega wznoszona w XVI–XVII w. dzwonnica. Wjazd na teren klasztoru prowadzi przez bramę z cerkwią Zwiastowania, powstałą w okresie 1510–1518. Trzecią świątynią monasterską jest cerkiew-refektarz Poczęcia Matki Bożej, wzniesiona po 1551 na polecenie Iwana Groźnego na miejscu starszej, drewnianej budowli sakralnej. Zespół budynków mieszkalnych i gospodarczych klasztoru powstał w XVII i XVIII stuleciu.
W okresie radzieckim w klasztorze powstał hotel „Pokrowskaja”. Działał on do 2008. Sam monaster został reaktywowany w 1992 i obecnie jest on jedną z żeńskich wspólnot monastycznych eparchii włodzimierskiej.